# Festival international du film de Stockholm 2020
Le festival international du film de Stockholm  2020, 31e édition du festival (suédois : Stockholms 31:e internationella filmfestivals), se déroule du 11 novembre au 22 novembre 2020.

## Déroulement et faits marquants
Le 19 novembre 2020, le palmarès est dévoilé : le film Berlin Alexanderplatz de Burhan Qurbani remporte le Cheval de bronze du meilleur film, Welket Bungué remportant le prix du meilleur acteur pour son rôle dans ce même film. Katherine Waterston remporte le prix de la meilleure actrice pour son rôle dans The World to Come.

## Sélection

### Compétition
- Apples de Chrístos Níkou  Grèce
- Berlin Alexanderplatz de Burhan Qurbani  Allemagne
- Gaza mon amour de Arab Nasser et Tarzan Nasser  Palestine
- Ghosts de Azra Deniz Okyay  Turquie
- Identifying Features de Fernanda Valadez  Mexique
- Memory House de João Paulo Miranda Maria  Brésil
- Nine Days de Edson Oda  États-Unis
- Les Séminaristes de Ivan Ostrochovský  Slovaquie
- L'Homme qui a vendu sa peau de Kaouther Ben Hania  Tunisie
- The World to Come de Mona Fastvold  États-Unis

## Palmarès

### Compétition
- Meilleur film : Berlin Alexanderplatz de Burhan Qurbani
- Meilleur réalisateur : Fernanda Valadez pour Identifying Features
- Meilleur premier film : Identifying Features de Fernanda Valadez
- Meilleur scénario : Kaouther Ben Hania pour L'Homme qui a vendu sa peau
- Meilleure actrice : Katherine Waterston pour son rôle dans The World to Come
- Meilleur acteur : Welket Bungué pour son rôle dans Berlin Alexanderplatz
- Meilleure photographie : Benjamin Echazarretta pour Memory House